# Gregor Horstius

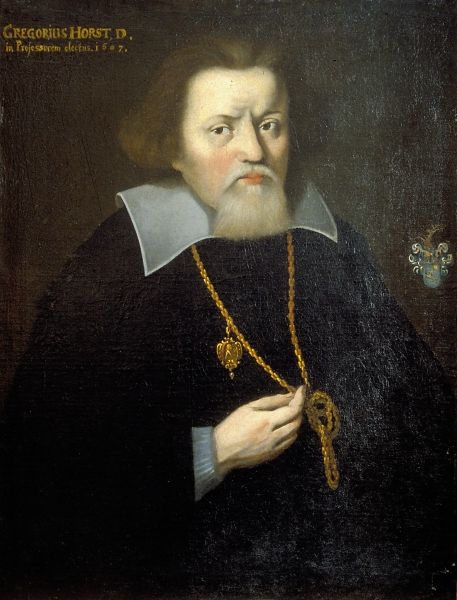
Gregor Horstius

Gregor Horstius (* 5. November 1578 in Torgau; † 9. August 1636 in Ulm) (in der nicht-latinisierten Form auch Gregor Horst) war ein deutscher Mediziner und Anatom an der 1607 gegründeten Universität Gießen (Academia Ludoviciana). Aufgrund seiner herausragenden Tätigkeit als Mediziner und seiner für die Zeit sehr frühen Rationalisierung der medizinischen Wissenschaft, wurde er von seinen Zeitgenossen als Practicus prudens (erfahrener Praktiker) und als „Äskulap der Deutschen“ tituliert. Er unternahm den Versuch, die hermetische Medizin des Paracelsus mit der klassischen hippokratischen Medizin zu vereinigen. Im Laufe seines Wirkens tritt eine Mathematisierung seiner Lehre der Physiologie und Anatomie ein, die in dieser Form erst die rationale Medizin des 18. Jahrhunderts bestimmen sollte. Er gilt damit neben Andreas Vesalius als Wegbereiter der Anatomie in der Neuzeit. Sein in Porträts genannter Wahlspruch war Ratio et experientia (Vernunft und Erfahrung).

## Leben
Horstius war ein Sohn des Torgauer Bürgers und Baumeisters Georg Horst (1534–1584) und seiner Ehefrau Anna (geborene Bornitius). Aus der zweiten Ehe der früh verwitweten Anna ging Horstius Halbbruder Jakob Müller (1594–1637) hervor, der später ebenfalls als Professor der Medizin in Gießen wirkte. Horstius studierte Medizin und Philosophie ab 1597 an der Universität Helmstedt und ab 1600 an der Universität Wittenberg. In Wittenberg erwarb er sich 1602 den akademischen Grad eines Magisters der philosophischen Wissenschaften und konzentrierte sich darauf folgend auf ein Studium der medizinischen Wissenschaften. Nach Studienreisen durch Bayern, Schwaben, den Elsass, nach Österreich und in die Schweiz, gelangte er im Studienjahr 1605/06 an die Universität Basel, wo er am 27. März 1606 zum Doktor der Medizin promovierte. Im gleichen Jahr kehrte er nach Wittenberg zurück, wo er sich bis 1607 am dortigen Disputationsbetrieb beteiligte, um im letztgenannten Jahr als Arzt nach Salzwedel zu gehen.
Da er bereits durch seine Schriften hohes Ansehen genoss, wurde er 1608 als Professor secundus der Fakultät auf den Lehrstuhl für Anatomie und Botanik in Gießen berufen. Im Jahr darauf wurde er Leibarzt des Universitätsgründers Landgraf Ludwig V. von Hessen-Darmstadt, wodurch er erheblichen politischen Einfluss gewann.
Horstius führte in Gießen, dem Brauch der neuzeitlichen Anatomie folgend, die ersten öffentlichen Sektionen durch. So wurde ihm mit Genehmigung des Landgrafen 1615 die weibliche Leiche einer hingerichteten Kindsmörderin aus Nidda für eine Sektion zur Verfügung gestellt, 1617 folgte die Sektion einer männlichen Leiche in der „Anatomia publica“. Zu diesen Sektionen wurden durch öffentlichen Plakataushang „alle Liebhaber der Selbsterkenntnis“ eingeladen. Horstius beschäftigte sich auch mit Fragen der Leichenkonservierung und stellte neue Techniken dazu vor.
1608 richtete er den noch heute als Botanischer Garten existierenden (Hortus medicus) als medizinischen Lehrgarten ein, der als der älteste botanische Universitätsgarten an unveränderter Stelle gilt.
Mit seiner 1612 in Wittenberg erschienen Gießener Schrift „De Natura Humana“ legt er sein Lehrbuch der Anatomie vor. Es ist noch inspiriert von der Basler Schule des Vesalius, jedoch mit der Absicht der Verwendung im anatomischen Unterricht an Universitäten geschrieben. Er befasste sich neben der lehrenden Anatomie auch mit den Ursachen des Skorbut, wichtigen Infektionskrankheiten wie den Masern, Röteln, Pocken und der Pest. Er kritisierte seine Kollegen, die Medizin nicht-empirisch, ohne Untersuchung betrieben.
Horstius beteiligte sich auch an den organisatorischen Aufgaben der Gießener Hochschule, so war er 1612 und 1616 Rektor der Alma Mater. Wohl aufgrund der heraufziehenden Wirren des Dreißigjährigen Krieges verließ Horstius 1622 die Gießener Universität, bevor diese 1625 aufgehoben und nach Marburg verlegt wurde. Er wurde Erster Stadtphysicus in Ulm, wo er 1636 an der Gicht starb. Seine Schriften erfuhren auch nach seinem Tod weitere Auflagen, eine Sammlung seiner bedeutenden Werke (Opera Medica) erschien 1661 in den Niederlanden.

## Familie
Am 4. Dezember 1615 heiratete Horstius Hedwig Stamm (* 8. Juli 1593; † 15. November 1634), die Tochter des Gießener Rentmeisters und Universitätsökonomen Daniel Stamm (* 1564; † 8. April 1621) und dessen Frau Anne (geb. Lincker). Gemeinsam hatten sie sechs Kinder
- Johann Daniel Horstius (* 14. Oktober 1616; † 27. Januar 1685)[2] wurde 1637 Professor der Medizin in der nach Marburg verlegten Gießener Universität.
- Gregor Horst (* 20. Dezember 1626; 31. Mai 1661)[3] wurde ebenfalls Anatom und aufgrund seiner Bearbeitung des zoologischen Monumentalwerkes von Conrad Gessner zu einem in seiner Zeit bekannten Zoologen.

Eine spätere zweite Ehe, welche er im Juni 1636 in Ulm mit Johanna Rabus, der Witwe des Ulmer Arztes Christoph Fingerling, einging, blieb kinderlos.

## Schriften

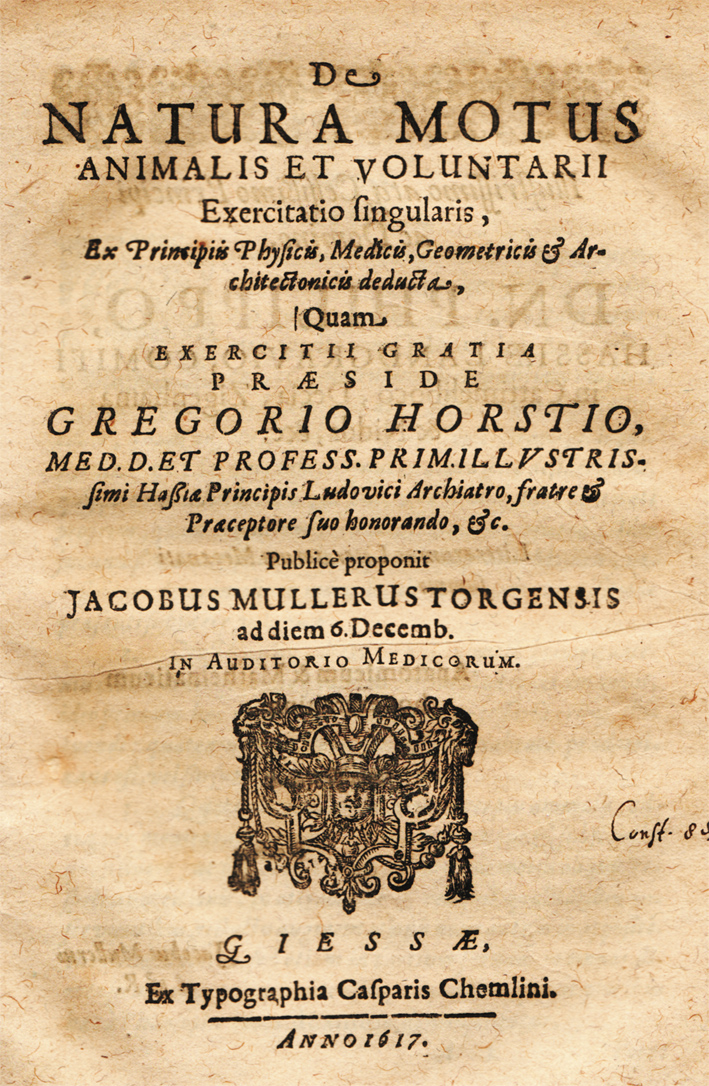
Titelblatt der Dissertation De natura motus von Jakob Müller unter dem Vorsitz seines Halbbruders Gregor Horstius, Gießen 1617

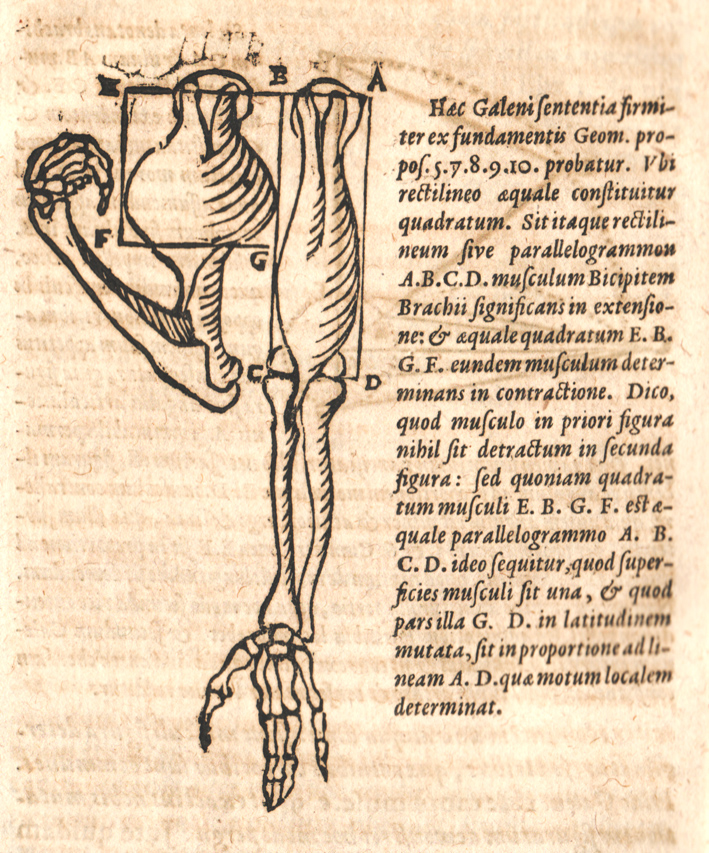
Berechnung einer Muskelkontraktion durch ein Parallelogramm (De natura motus 1617)

- De Mixtis in genere, in qua proponuntur propria principia mistorum, ipsa mistio, et ea, quae misti naturam in genere consequuntur. Meißner, Wittenberg 1603.
- Nobilium Exercitationum De Humano Corpore Et Anima Libri duo. Berger/Gorman, Wittenberg 1607.
- Decas problematum medicorum, ad precipuarum febrium cognitionem et curationem inserviens. Crato, Wittenberg 1608.
- Disputationum medicarum viginti, continentes universae medicinae delineationem locis Hippocratis et Galenicis ut plurimum illustr. Berger, Wittenberg 1609.
- Büchlein Von dem Schorbock. Hampelius, Gießen 1611.
- Decas pharmaceuticarum exercitationum, add. totidem casibus specialibus. Chemlin, Gießen 1611.
- Dissertatio de natura amoris. Chemlin, Gießen 1611.
- De Natura Humana Libri duo, Quorum prior de corporis structura, posterior de anima tractat. Ultimò elaborati, Commentariis aucti … Cum præfactione de Anatomia vitali & mortuâ pro concilatione Spagyricorum & Galenicorum plurimum inseruiente Bergerus, Wittenberg 1612.
- De Morbis, eorumque casis liber. Chemlin, Gießen 1612.
- De Anatomia vitali et mortua. Gießen 1612.
- als Hrsg.: Marcellus Donatus, De historia medica mirabili VI. [Mantua 1586]. Frankfurt am Main 1613.
- De tuenda sanitate studiosorum et litteratorum libri duo. Gießen 1615; 2. Auflage ebenda 1617; 3. Auflage Marburg an der Lahn 1628.
- De Natura motus animalis et voluntarii. Exercitatio singularis ex principiis physicis, medicis, geometricis et architectonicis deducta. Chemlinus, Gießen 1617.
- Dissertatio De causis similitudinis et dissimilitudinis in foetu, respectu parentum …: Cvi annexa est Resolvtio Quæstionis De diverso partus tempore, inprimis´q; quid de septimestri & octimestri partu sentiendum. Chemlin, Gießen 1618.
- Kurtzer Bericht Von den Verschlechten oder Kindsblattern/ wie auch Masern/ Röteln oder Kindsflecken. Chemlin, Gießen 1621.
- Centuria problematum medicorum therapeutichon, continens gravissimorum affectuum cognitionem et curationem, juxta principia Hippocratica, Galenica et hermetica deductam. Endter, Nürnberg 1636.
- Opera medica. Nürnberg 1660, Gouda und Amsterdam 1661 (posthume Sammlung seiner Schriften).
- D. Dissertatio De Natura Thermarum. Giessae 1618 (digital.slub-dresden.de).